# Stand By For...
Stand By For... è il primo album di Måns Zelmerlöw. Cara Mia è stato il primo singolo, che ha anticipato l'uscita dell'album. Questa canzone è stata presentata al Melodifestivalen 2007, ottenendo un lusinghiero terzo posto. Il secondo singolo estratto è invece Work of Art (Da Vinci).

## Tracce
1. Miss America - 3:37
2. The Prayer -
3. Paradise - 4:02
4. Lively up your monday - 2:54
5. Stand by  - 3:03
6. Please me  - 3:00
7. Cara Mia  - 2:59
8. Agent Zero  -
9. Brother oh Brother  - 3:26
10. Maniac  - 3:04
11. Dreaming  - 3:44
12. Work of Art (Da Vinci) - 3:45
13. My mistake -